# Université du Sonora

 (mars 2014).
Si vous disposez d'ouvrages ou d'articles de référence ou si vous connaissez des sites web de qualité traitant du thème abordé ici, merci de compléter l'article en donnant les références utiles à sa vérifiabilité et en les liant à la section « Notes et références ».
L'université de Sonora est un établissement d'enseignement supérieur mexicain autonome et public, fondé le 12 octobre 1942. 
Elle compte en 2018 plus de 30 000 étudiants et 3 000 enseignants. Son administration centrale est située sur le campus de la ville de Hermosillo. Elle dispose également d'autres campus situés à divers endroits de l'État [réf. nécessaire] avec 46 licences, 7 spécialités, 21 maîtrises et 8 doctorats. 
L'Université de Sonora occupe en 2018 la huitième place parmi les meilleures universités publiques du Mexique, et est au douzième rang national en comptant les universités publiques et privées.
Un programme d'échanges d'étudiants relie Sonora et le Mexique à une grande partie de l'Amérique latine et de l'Europe.

## Histoire
Au cours de son évolution historique, l'Université de Sonora a subi peu de modifications en ce qui concerne son mode d’organisation institutionnelle. Elle a connu trois grandes étapes historiques, correspondant aux moments de changement du statut juridique qui régit son travail académique.

### Première étape: construction du bâtiment principal du presbytère 1942
Chaque période est caractérisée principalement par les actions manifestes de la communauté universitaire et de ses formes d'organisation, ainsi que par les caractéristiques politiques des administrations qui l'ont gouvernée.
La première étape commence le 10 août 1938, date de la création du comité de fondation de l'Université de Sonora, y compris le moment de la promulgation de la première loi organique : Loi no 92 (16 novembre 1938) - jusqu'au 19 août 1953, date d'abrogation de la loi no 39 (deuxième loi organique). C'est le moment où le comité administratif est remplacé par le conseil d’administration, avec l’inclusion d’un conseil d’administration. Les recteurs durant cette étape étaient :
- Aureliano Esquivel Casas (1942-1943),
- Francisco Antonio Astiazarán (1944-1946) et
- Manuel Quiróz Martínez (1946-1953)

### Deuxième étape: le bâtiment principal du presbytère 1948
La deuxième étape comprend la période d'août 1953 à août 1973, date d'entrée en vigueur d'un nouveau statut juridique, la loi organique no 103 (troisième loi), qui remplace le conseil de surveillance par un comité chargé des questions fiscales (élu par le Conseil), ainsi qu’aux conseils d’administration pour élever la représentation des étudiants avec celle des enseignants des organismes publics universitaires au rang de représentation égale. Les recteurs de cette étape étaient :
- Norberto Aguirre Palancares (1953-1956),
- Licence Luis Encinas Johnson (1956-1961),
- Moisés Canale Rodríguez (1961-1967),
- Licence Roberto Reynoso Dávila (1967-1968) et
- Dr Federico Sotelo Ortiz (1968-1972)

Cette étape est divisée en deux périodes historiques claires: une (1953-1966) du décollage et une autre (1967-1973) des convulsions dues à des facteurs internes et externes.

### Troisième étape
C'est crllr qui a débuté en août 1973 (avec la promulgation de la loi organique no 103). Elle se caractérise par une crise de fonctionnalité institutionnelle dans un environnement social en profonde mutation et en crise. Ses effets sur la fonctionnalité interne de l'Université sont décisifs, de même que les particularités politiques et administratives des recteurs :
- Licence Alfonso Castellanos Idiáquez (1973-1982),
- Manuel Rivera Zamudio (1982-1987),
- Manuel Balcázar Meza (stages (1987-1989),
- Mat. Marco Antonio Valencia Arvizu (1989-1993),
- M.C. Jorge Luis Ibarra Mendívil (1993-2001),
- Dr Pedro Ortega Romero (2001-2009).

Actuellement (2018), la loi régissant l'Université de Sonora depuis 1992 est la loi organique 4.

### Symboles

#### Le bouclier
Le professeur et peintre Francisco Castillo Blanco, qui a remporté l'appel lancé par le recteur de l'époque, a réalisé le bouclier de l'université. Le bouclier est caractérisé par la prédominance de la couleur jaune qui représente l'intelligence, l'illumination et la sagesse, ainsi que par la force mentale et la sagesse des enseignants et des étudiants. La couleur bleue représente la communication, la volonté, la foi, la paix, l'équilibre et le bonheur qui développe le pouvoir, l'initiative, la force et la protection des cadres. Dans la partie supérieure, on peut voir la tête du hibou avec Pallas Athéna, qui symbolise la sagesse. La lampe votive et le livre nous disent qu'ils « éclairent tout ». La torche rougeoyante illumine le chemin illimité de la connaissance.

#### La devise
La devise de l'institution est « La connaissance de mes enfants fera ma grandeur » a été créée par le Maître José Vasconcelos qui évoque le caractère humaniste avec lequel elle a été conçue depuis la fondation de l'institution. Il a été approuvé par le conseil d'administration du comité administratif de l'Université le 21 juin 1945.

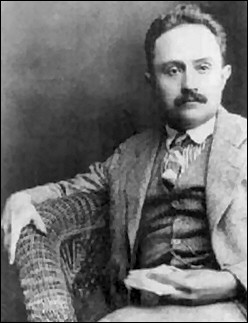
José Vasconcelos a créé la devise d'UNISON.

#### Hymne universitaire
L'hymne de l'Université de Sonora a été présenté pour la première fois le 18 décembre 1942. Les paroles ont été créées par le professeur Adalberto Sotelo, tandis que la musique a été composée par le professeur Ernesto Salazar Girón.

« ::  'I' 

United va vaincre les aigles du courage, 

ces phalanges d’honneur doivent être unies; 

Homeland votre chanson par ces lèvres écoutera, 

de tout mon cœur cette chanson est déjà entendue. 

 'II'  

Nous sommes heureux de vivre sur ce chemin de la vérité 

l’avenir ne nous conquiert pas et l’au-delà ne nous submerge pas; 

celui qui travaille est la vertu, celui qui travaille est l’honneur 

brillez votre lumière, vraie lumière, pour toujours comme cette université. 

 'III' 

Parce que Sonora vaut plus que ses nobles enfants vont se battre, 

pour que le pays soit heureux et pour la sainte liberté 

d'un nouveau monde un grand amour tombe définitivement 

amour universel fraternel qui ne s'éteint plus jamais. »

### Recteurs
Le recteur est le représentant légal de l'Université, doté des pouvoirs d'un avocat général pour les actions en justice, les recouvrements et les actes administratifs et de domaine. Il présidera le collège universitaire, occupera son poste pendant quatre ans et pourra être réélu pour une seule occasion.
Les personnes qui ont occupé le poste de recteur sont présentées par ordre chronologique :
- José Vasconcelos [7]
- Aureliano Esquivel Casas (1942 - 1943)
- Ingénieur Francisco Antonio Astiazarán (1944 - 1946)
- Manuel Quiróz Martínez (1946 - 1953)
- Norberto Aguirre Palancares (1953 - 1956)
- Lic. Luis Encinas Johnson (1956 - 1961)
- Dr Moisés Canale Rodríguez (1961 - 1967)
- Licence Roberto Reynoso Dávila (1967 - 1968)
- Dr Federico Sotelo Ortiz (1968 - 1972)
- Licence Alfonso Castellanos Idiáquez (1973 - 1982)
- Manuel Rivera Zamudio (1982 - 1987)
- Ingénieur Manuel Balcázar Meza (1987 - 1989)
- Mat. Marco Antonio Valencia Arvizu (1989 - 1993)
- M.C. Jorge Luis Ibarra Mendívil (1993 - 2001)
- Dr Pedro Ortega Romero (2001 - 2009)
- Dr Heriberto Grijalva Monteverde (2009 - 2017)
- Dr Enrique Fernando Velázquez Contreras (2017 - 2021)

## Unités académiques et campus
L'Université est divisée en 6 endroits dans l'État, avec un siège à  Nogales, Santa Ana, Caborca, Hermosillo, Navojoa et, récemment, à Ciudad Obregón. Hermosillo, en tant que siège principal, héberge la majorité des étudiants et l'offre pédagogique.

### Unité régionale du nord
| Division                                                       | Baccalauréat |
| Division des sciences et de l'ingénierie                       | Biologiste clinicien Chimiste Génie industriel et des systèmes Technicien supérieur universitaire en production agricole |
| Division des sciences économiques et sociales                  | Diplôme en comptabilité publique Diplôme en administration Diplôme en droit Diplôme en commerce international |
| Division des sciences administratives, comptables et agricoles | Diplôme en comptabilité publique (Santa Ana) Diplôme en systèmes administratifs (Santa Ana) Diplôme en communication organisationnelle (Nogales) Diplôme en commerce international (Nogales) Diplôme en informatique administrative (Nogales) |

#### Campus Agua Prieta
En signant un accord général de collaboration avec le conseil municipal, qui jette les bases de la présence éducative, scientifique et culturelle de l'université de Sonora sur cette frontière, le recteur Heriberto Grijalva Monteverde a officiellement annoncé l'ouverture du baccalauréat en travail social, dans la modalité d'enseignement à distance et le baccalauréat en commerce et commerce international. La municipalité a fait don de 16 hectares et les ressources seront gérées de manière à ne construire que des salles de classe et à les équiper d'ordinateurs, d'Internet et de tous les éléments facilitant le travail et l'apprentissage des jeunes.

#### Campus Nogales
Il est créé en 2004 à la périphérie de la ville après que la Direction des projets spéciaux a déterminé la route qui serait nécessaire pour construire une nouvelle unité à Nogales sur un terrain donné. En 2001, le gouvernement fédéral a autorisé l'extension de l'Université de Sonora. En 2003, l'offre éducative du campus a été élargie en proposant les diplômes de « Communication organisationnelle » et « Business and ».

#### Campus Caborca
En 1967, les autorités municipales et les citoyens de Porto Rico formèrent un conseil d'administration.
Grâce à des efforts et à diverses activités, la création d'une école préparatoire incorporée à l'Université de Sonora a été réalisée. Cela a commencé dans le bâtiment actuel de l'école d'art et d'artisanat, un bâtiment qui a été le point de départ de nombreuses autres activités éducatives.
Les autorités de la municipalité, dirigées par le Dr Benjamín Salazar Acedo, ont été chargées de former un conseil d'administration chargé de veiller à ce que l'Université de Sonora ouvre une extension dans la ville de Caborca. Toutes les personnes et tous les groupes susceptibles de collaborer ont été convoqués et un conseil constitué de :
- C.P. José Manuel Copado
- M. Everardo Estrella
- M. Jesús Reyes López
- M. Eleazar Ortiz
- Dr Carlos Valencia
- Dr Alejandro Gutiérrez
- Mme Adelina de Gutiérrez
- M. Oscar Noriega
- M. Federico Hernández
- M. Juan Antonio Pérez
- M. Carlos Vanegas Pino
- M. Luis Barrera Maldonado

#### Campus Santa Ana
Le 12 octobre 1963, la première unité universitaire de l'Université de Sonora a été créée en dehors de la ville d'Hermosillo. 

#### Campus Hermosillo
| Division                                             | Départements | Baccalauréat |
| Division des sciences humaines et des beaux-arts     | Département des Beaux-Arts (DBA) Département des lettres et de linguistique (DLL) Département des langues étrangères (DLE) Département d'architecture et de design | Lic. dans Littératures hispaniques Lic. en linguistique Lic. en Enseignement de l'anglais Architecture Lic. dans les arts de la scène esp. Performance Lic. dans les arts de la scène esp. Danse Lic. Arts plastiques Lic. dans Musique Lic. en design graphique |
| Division des sciences économiques et administratives | Département d'économie de l'Université de Sonora (DE) Département de comptabilité (DC) Département d'administration (DA) | Lic. en comptabilité publique Lic. en administration des affaires Lic. en économie Lic. en finance Lic. dans le marketing Lic. en informatique administrative Lic. dans le commerce international                                                                |
| Division des sciences exactes et naturelles          | Département de physique Département de géologie Département de mathématiques Département de recherche en physique (CIFUS) | Lic. en mathématiques Lic. en physique Lic. en géologie Lic. en informatique Ing. en technologie électronique |
| Division des sciences sociales                       | Département de droit Département de sociologie et d'administration publique Département de psychologie et des sciences de la communication Département de service social Département d'histoire et d'anthropologie | Lic. en droit Lic. en sociologie Lic. en administration publique Lic. dans l'histoire Lic. en psychologie Lic. en sciences de la communication Lic. en travail social                                                                                            |
| Division des sciences biologiques et de la santé     | Département de l'agriculture et de l'élevage Département des sciences biologiques et chimiques Département des sciences infirmières Département de la recherche scientifique et technologique Département de la recherche et de l'enseignement supérieur de l'alimentation Département de médecine et sciences de la santé | Biologiste clinicien Chimiste en alimentation Lic. en culture physique et sportive Lic. en soins infirmiers Lic. en médecine Diplôme en médecine dentaire Lic. en biologie Lic. en sciences de la nutrition Ing. Agronome                                        |
| Division de l'ingénierie                             | Département de génie industriel Département de génie civil et minier Département de génie chimique et de la métallurgie Département de recherche sur les polymères et les matériaux | Ing. Civil Ing. Mécatronique Ing. Mineur Ing. dans les matériaux Ing. en métallurgie Ing. Chimiste Ing. Industriel et Systèmes Ing. dans les systèmes d'information                                                                                              |

### Unité régionale du sud
| Division                                      | Baccalauréat |
| Division des sciences et de l'ingénierie      | Biologiste clinicien Chimiste Chimiste agroalimentaire (jusqu'au cinquième semestre) Ingénieur industriel et des systèmes Ingénieur civil (jusqu'au cinquième semestre) Ingénieur des systèmes informatiques Ingénieur Métallurgiste Ingénieur des matériaux Ingénieur des mines |
| Division des sciences économiques et sociales | Baccalauréat en droit Baccalauréat en comptabilité publique Baccalauréat en marketing Baccalauréat en administration Baccalauréat en commerce international (accent mis sur l’agroalimentaire)                                                                                   |

#### Campus de Navojoa
L'unité régionale du campus sud de Navojoa est située à l'adresse suivante : Boulevard Lázaro Cárdenas no 100, Navojoa, Sonora. C.P. 85880.
Le campus de Navojoa parmi tous les autres campus est le premier à disposer de sa salle d'audience.

#### Campus Cajeme
Le campus de Cajeme de l'Université de Sonora a débuté le 16 août 2010.
En présence des autorités de l'alma mater, de représentants du secteur de la santé, ainsi que d'élèves, de parents et d’invités spéciaux, la cérémonie officielle de lancement d’activités universitaires a eu lieu.
 
Avec 240 étudiants inscrits en médecine, en sciences de la nutrition, en chimie, en biologie clinique et en sciences infirmières, ainsi qu’au sein d’un groupe de troncs communs, le campus provisoire de la maison d’études maximale a commencé à fonctionner dans une salle située près de la rue Jalisco et Yaqui, dont le Dr Alejandro Vidal Gómez Alcalá était le coordinateur académique du nouveau campus, réaffirmant ainsi sa présence dans le sud de l'État.
Dans l'acte de bienvenue officiel, le recteur Heriberto Grijalva Monteverde a souligné que cette extension de l'université était un projet institutionnel proposé depuis plusieurs années et qu'elle comprenait l'offre de diplômes liés au secteur de la santé afin de maximiser l'avantage concurrentiel offert. cette région de la vallée de Yaqui en termes d’infrastructures hospitalières, de services et de personnel hautement qualifié en sciences médicales et sanitaires.
Un an, deux mois et deux jours après son ouverture temporaire, le campus Cajeme de l'Université de Sonora a ouvert son propre bâtiment.
À son tour, en 2011, le baccalauréat en psychologie de la santé a rejoint le campus de Cajeme, étant le seul à être enseigné dans tout le pays.
En 2015, le campus de Cajeme a été consolidé en tant que département des sciences de la santé, appartenant à la division des sciences biologiques et de la santé de l'unité régionale centrale, avec le Dr Juan Carlos Gálvez Ruiz à la tête du département.
En 2016, le baccalauréat en médecine du campus de Cajeme est accrédité par le COMAEM (Conseil mexicain pour l'accréditation de l'enseignement de la médecine). Il s'agit du premier diplôme du campus à obtenir son accréditation auprès du conseil correspondant.